# Hrib pri Hinjah
Hrib pri Hinjah je naselje v Občini Žužemberk.